# Юбер Воллас
Юбер Воллас (англ. Hubert Wallace, 3 березня 1899 — 3 липня 1984) — канадський яхтсмен.
Срібний призер Олімпійських Ігор 1932 року в класі 8 метрів.